# Nematophorus clarkei
Nematophorus clarkei är en nässeldjursart som beskrevs av Nutting 1900. Nematophorus clarkei ingår i släktet Nematophorus och familjen Plumulariidae. Inga underarter finns listade i Catalogue of Life.